# Варовск
Ва́ровск (укр. Варівськ) — село, входит в Иванковский район Киевской области Украины.
Население по переписи 2001 года составляло 462 человека. Почтовый индекс — 07233. Телефонный код — 4591. Занимает площадь 2 км². Код КОАТУУ — 3222080601.

## Местный совет
07233, Київська обл., Іванківський р-н, с.Варівськ